# Sborowskij
Sborowskij (ros. Сборовский) – osiedle w Rosji, w obwodzie orenburskim, w rejonie soroczińskim. W 2010 liczyło 194 mieszkańców.